# Stephen Leather
Stephen Leather (Manchester, 25 ottobre 1956) è uno scrittore britannico di romanzi thriller, le cui opere sono pubblicate dalla Hodder & Stoughton.
Ha lavorato per programmi televisivi come London's Burning, The Knock, e la serie Murder in Mind della BBC. Leather è uno degli autori più venduti su Amazon Kindle, ed è stato il secondo autore britannico più venduto a livello mondiale su Kindle nel 2011. Quell'anno ha venduto 500.000 eBook, ed è stato nominato come una delle 100 persone più influenti nel mondo editoriale britannico dalla rivista The Bookseller.

## Biografia
Leather è nato a Manchester. È cresciuto a Sale e a Chorlton-cum-Hardy, ed ha frequentato la Manchester Grammar School. Ha frequentato la Bath University, dove ha conseguito una laurea in Biochimica nel 1978.
Leather ha lavorato come biochimico per la ICI, ha spalato calcare in una cava, ha lavorato come panettiere, benzinaio, barman, ed ha lavorato per l'Agenzia delle entrate. Ha iniziato la sua carriera di scrittore come giornalista, lavorando per giornali come il Glasgow Herald, Daily Mirror, The Times, Daily Mail, e il South China Morning Post di Hong Kong.

## Carriera come scrittore
Leather ha iniziato a scrivere quando era all'università, tuttavia "non è mai riuscito ad andare oltre un paio di pagine" ed ha iniziato a scrivere a tempo pieno solo quando lavorava come giornalista da più di dieci anni.
Il suo primo romanzo, Pay Off, è stato scritto mentre lavorava ancora presso il Daily Mirror. È stato pubblicato dalla HarperCollins. Il romanzo è un thriller il cui protagonista è un banchiere d'affari che si vendica di due gangster che hanno ucciso suo padre. Il libro è ambientato in Scozia, dove Leather ha lavorato per cinque anni quando scriveva per il Glasgow Herald.
Il suo secondo romanzo, The Fireman, è stato scritto mentre stava lavorando come redattore d'impresa per il South China Morning Post. Nel romanzo, un giornalista di tabloid britannico viaggia ad Hong Kong per scoprire perché la sorella si è suicidata. Entrambi i romanzi, e il suo terzo, Hungry Ghost, sono stati pubblicati dalla HarperCollins.
Leather ha scritto il suo quarto romanzo, The Chinaman, mentre lavorava come redattore di notizie notturne per il Times a Londra. A quel tempo, la campagna di bombardamenti dell'Esercito Repubblicano Irlandese era al suo apice, e nel libro The Chinaman, un uomo vietnamita perde la sua famiglia in un attacco liberamente tratto dal bombardamento del grande magazzino Harrods a Londra. Dopo essere stato allontanato dalle autorità, l'uomo, un ex assassino Viet Cong, si reca in Irlanda e dà la caccia agli uomini responsabili dell'attacco.
The Chinaman è stato il romanzo di successo di Leather. Nel 1992, la Hodder & Stoughton ha pagato una somma a sei cifre per i diritti nel Regno Unito per The Chinaman e il romanzo successivo, The Vets, e la Pocket Books ha pagato una somma simile per i diritti negli Stati Uniti, dando a Leather la possibilità di diventare uno scrittore a tempo pieno.

## Opere pubblicate
I romanzi di Leather spesso trattano temi di criminalità, prigionia, il servizio militare e il terrorismo. In genere sono ambientati a Londra e nell'Estremo Oriente. All'inizio della sua carriera come scrittore, Leather scriveva thriller indipendenti, ma in seguito ha iniziato a sviluppare i suoi personaggi e le trame attraverso la serie, con generi leggermente diversi. Il personaggio principale di una serie, Dan “Spider” Shepherd è apparso in dieci dei thriller di Leather. Un'altra serie, "Jack Nightingale", parla di un ex negoziatore che diventa un investigatore privato.

### La serie di Dan “Spider” Shepherd
Nel 2004, Leather visita la prigione di Durham e la prigione di Belmarsh in Inghilterra, per condurre delle ricerche per il suo libro Hard Landing. La prigione di Belmarsh è un carcere di massima sicurezza dove sono detenuti la maggior parte dei terroristi del paese e i criminali più violenti. In Hard Landing fa la sua prima apparizione il personaggio di Dan Shepherd. Dan Shepherd è un ex soldato delle forze speciali che deve andare in un carcere di massima sicurezza sotto copertura per intrappolare un trafficante di droga che svolge le sue operazioni da dietro le sbarre. Il libro è stato pubblicato nel 2004 dalla Hodder & Stoughton. Hard Landing è stato il quarto eBook più venduto nel Regno Unito nel 2011. Le vendite sono state favorite dal fatto che l'editore ha ridotto il prezzo dell'eBook su Amazon a 49 £.
Leather ha fatto un lungo giro nelle carceri a seguito della pubblicazione di Hard Landing, parlando ai detenuti della lettura e della scrittura creativa. I libri di Leather sono al secondo posto tra i più letti dai detenuti nel Regno Unito, dopo quelli dell'autore John Grisham. Hard Landing è stato anche nominato agli Ian Fleming Steel Dagger Award nel 2004. Il secondo libro di Spider Shepherd, Soft Target, parla dei terroristi islamici, e di quattro attentatori suicidi che attaccano la metropolitana di Londra.
Soft target è stato pubblicato nel febbraio 2005. Il 7 luglio dello stesso anno, c'è stato un attacco terroristico quasi identico a Londra, quando quattro terroristi islamici hanno fatto esplodere quattro bombe, di cui tre in rapida successione, a bordo dei treni della metropolitana di Londra in tutta la città, e una quarta su un autobus a due piani in Tavistock Square. Negli attacchi, 52 civili e i quattro attentatori hanno perso la vita, e più di 700 persone sono rimaste ferite.
In Soft Target, Dan Shepherd uccide un kamikaze sparandogli alla testa su una piattaforma della metropolitana. Il 22 luglio 2005, presso la stazione di Stockwell, la polizia ha ucciso un uomo brasiliano sospettato di essere coinvolto in un attentato suicida. Nel terzo libro della serie, Cold Kill, Shepherd è sulle tracce dei terroristi che hanno intenzione di far saltare in aria un treno Eurostar mentre viaggia sotto la Manica da Londra a Parigi. Cold Kill è stato nominato come Miglior Romanzo nel 2007 dagli Scrittori di Thriller. Per l'ottavo libro della serie Spider Shepherd, Fair Game, Leather ha passato sedici giorni su una delle più grandi navi portacontainer del mondo, navigando dalla Malaysia al Regno Unito. Durante il viaggio ha scritto cinquantamila parole del romanzo, che parla di un complotto terroristico per ottenere una bomba nucleare sporca nel Regno Unito.
Durante il corso della serie, Shepherd invecchia in tempo reale. Ha 39 anni nel libro del 2013, True Colours. Shepherd cambia anche lavoro nel corso dei dieci romanzi. Comincia come poliziotto sotto copertura che lavora per una unità d'élite, poi si trasferisce per lavorare per la Serious Organised Crime Agency e poi inizia a lavorare per il MI5, i Servizi di Sicurezza della Gran Bretagna.

### La serie di Jack Nightingale
Nel 2010, la Hodder & Stoughton ha pubblicato il primo di una nuova serie di Stephen Leather, che ha per protagonista il detective soprannaturale Jack Nightingale. Nightfall racconta di come Nightingale scopre di essere stato adottato alla nascita e che suo padre biologico è un satanista che ha venduto l'anima di Nightingale ad un demone dell'inferno. A partire dall'aprile 2013, pubblica quattro libri della serie: Nightfall, Midnight, Nightmare e Nightshade.

### Distribuzione su Amazon Kindle
Leather è diventato famoso nel mercato Kindle di Amazon nel 2010. Amazon UK aveva aperto un negozio di eBook appena prima di Natale. Leather, sapendo che le persone che acquistano eBook avrebbero cercato un buon affare, ha ridotto il prezzo dei suoi libri al prezzo minimo per gli scrittori indipendenti per avere i suoi libri nella top ten. Poi ha fatto pubblicità ai suoi libri su popolari social network come Facebook e Twitter.
Il suo eBook autopubblicato, The Basement, che parla di un serial killer di New York, è stato per diverse settimane in cima alla classifica di vendita di Kindle nel Regno Unito, ed anche negli Stati Uniti dopo che Amazon Encore è subentrato nella pubblicazione. All'inizio del 2011, i suoi libri The Basement, Hard Landing, e il suo romanzo sui vampiri Once Bitten hanno occupato i primi tre posti nella classifica di vendita di Kindle nel Regno Unito, un'impresa in cui è riuscito solo Stieg Larsson con la sua trilogia di Uomini che odiano le donne.
Nel 2011 Leather è stato il secondo autore britannico più venduto su Kindle in tutto il mondo, battuto solo da Lee Child. Leather ha venduto 500.000 eBook nel 2011 ed è stato votato dalla rivista The Bookseller come una delle 100 persone più influenti nel mondo editoriale britannico. Secondo The Bookseller, il suo libro The Basement è stato il terzo eBook più venduto nel Regno Unito nel 2011, e Hard Landing è stato il quarto eBook più venduto nel Regno Unito.

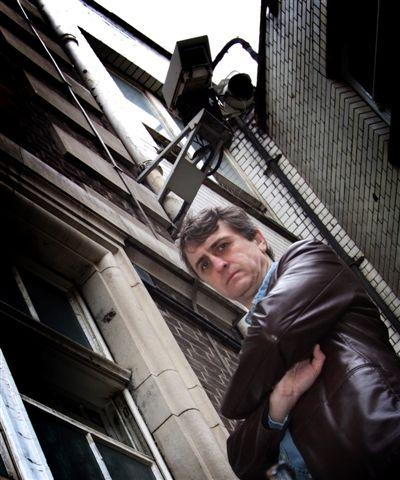
Immagine di Leather dal suo sito web.

## Riconoscimenti
Nel 2002, il libro Tango One di Leather è stato nominato per la prima edizione del CWA Ian Fleming Steel Dagger e premiato dalla Crime Writers' Association. His book Hard Landing was nominated for the award in 2004. Il suo libro Hard Landing è stato nominato per il premio nel 2004. Il suo libro Cold Kill è stato nominato come Miglior Romanzo nel 2007 dagli Scrittori di Thriller. Nel 2011, Leather ha venduto 500.000 eBook, ed è stato nominato come una delle 100 persone più influenti nel mondo editoriale britannico dalla rivista The Bookseller.

## Vita privata
Leather ha vissuto in Inghilterra, in Estremo Oriente, in Francia, negli Stati Uniti, e in Irlanda ed ha scritto romanzi in ciascuno di questi paesi. Attualmente vive in Thailandia e nel tempo libero fa immersioni subacquee e volo (ha la licenza di pilota statunitense).

### Sceneggiature
| Data      | Titolo dello show   | Note |
| --------- | ------------------- | --- |
| 2001–2003 | Murder in Mind      | Ha scritto due episodi della prima serie (2001) e due episodi della seconda serie (2002). Ha anche scritto un episodio per la serie del 2003. |
| 2000      | The Bombmaker       | Film per la televisione basato sul libro scritto da Leather                                                                                   |
| 2000      | The Knock (Serie 5) | Episodio 2. Speciale di 90 minuti |
| 2000      | The Stretch         | Film per la televisione basato sul libro scritto da Leather. Film creato, scritto e prodotto da Leather                                       |
| 1999      | London's Burning    | Episodi 9 & 10. Trasmessi nel marzo 2000 |
| 1998      | The Knock (Serie 4) | Episodi 4, 5, e 6. Trasmessi nel 1999 |

#### Film tratti da sue opere
- The Foreigner, regia di Martin Campbell (2017) - tratto dal romanzo The Chinaman